# Grafische Literatur
Unter grafischer Literatur wird im weitesten Sinne jede Form von Schriftstücken oder Büchern verstanden, in denen etwas mit Bildern ausgedrückt oder erzählt wird. Oft wird der Begriff fälschlicherweise als Synonym für Comic bzw. anspruchsvolle Autorencomics verwendet.
Im Gegensatz zur herkömmlichen Literatur überwiegt in der grafischen Literatur aufgrund der Bilddarstellungen der unterhalterische Aspekt. Das fängt schon mit den Bilderbüchern für Kinder an und geht bis zu Bildbänden für erwachsene Leser, wie etwa Foto- und Kunstbüchern. Des Weiteren kann man den Cartoon (eigenständige humorvolle Illustration) oder die Karikatur (Überzeichnung) in die Definition der grafischen Literatur miteinbeziehen. Einen Roman, dessen Handlung durch sequentielle Bildfolgen dargestellt wird, bezeichnet man als Graphic Novel oder grafischen Roman.